# Chondrosia reniformis
La spugna patata (Chondrosia reniformis Nardo, 1847) è una spugna della classe Demospongiae (ordine Chondrosida).

## Descrizione
Ha forma globosa e consistenza cartilaginea, con superficie liscia e lucida.

Il colore varia dal grigio fumo alle diverse tonalità di marrone. Negli ambienti non illuminati può assumere anche una colorazione biancastra. Le variazioni di colore sono dovute, come in altre specie di Demospongiae, al rapporto simbiotico con cianobatteri fotosintetici, presenti nei tessuti superficiali della spugna in concentrazioni che variano in funzione delle condizioni di illuminazione dell'habitat.
Una delle caratteristiche della specie è l'assenza di endoscheletro e di spicole. È in grado tuttavia di includere nei suoi tessuti materiali estranei con cui viene in contatto, come sabbia e altri materiali silicei quali frammenti di quarzo, vetro, ossidiana. 

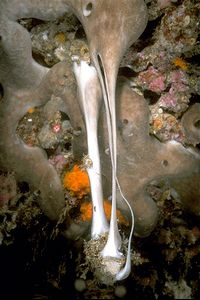
C. reniformis in fase di gemmazione.

## Distribuzione e habitat
Specie comune nel mar Mediterraneo.
Cresce su fondali rocciosi e sabbiosi, fino a 30 m di profondità, con predilezione per le zone ombreggiate come le grotte o le volte.

## Riproduzione
Si riproduce sia per via sessuale che asessuale. La riproduzione asessuale per gemmazione di questa specie avviene in maniera singolare: la spugna inizia a colare, formando filamenti lunghi anche più di un metro, fino a quando non incontra un nuovo substrato su cui duplicarsi.